# Hippolyte Barella
Hippolyte Barella, född 27 augusti 1832 i Leuven, död 13 februari 1902 i Chapelle-lez-Herlaimont, Hainaut, var en belgisk läkare.
Barella skrev bland annat ett omfattande arbete om arsenikens terapeutiska bruk (1866) samt ett av de mera framstående arbetena i rusdrycksfrågan, Les alcools el l'alcoolisme (1880).